# Lucavsala
Lucavsala est l'une des îles sédimentaires faisant partie de la commune de Riga et de son arrondissement Salas en Lettonie. Elle est située entre Mazā Daugava qui est le défluent de la Daugava et Bieķengrāvis. Sa longueur est de 2 km pour une largeur d'1 km. Son altitude varie entre 0,5 m et 3 m. 

## Formation et géographie
L'île s'est formée à partir de quatre, cinq petites îles et îlots et atteint sa dimension actuelle au XIIIe-XIXe siècle. Dans la partie sud, Lucavsala correspond à une petite île Kazas sēklis.